# 9307 Regiomontanus
9307 Regiomontanus eller 1987 QS är en asteroid i huvudbältet som upptäcktes den 21 augusti 1987 av den tyske astronomen Freimut Börngen vid Tautenburg-observatoriet. Den är uppkallad efter den tyske matematikern och astronomen Johannes Regiomontanus.
Asteroiden har en diameter på ungefär 3 kilometer och den tillhör asteroidgruppen Vesta.